# جيل كيم
جيل كيم (بالإنجليزية: Gail Kim)‏ هي مصارعة محترفة وعارضة وممثلة كندية، ولدت في 20 فبراير 1977 بتورونتو في كندا.

## وصلات خارجية
- جيل كيم على موقع WrestlingData.com (الإنجليزية)
- جيل كيم على موقع CageMatch worker (الإنجليزية)
- جيل كيم على موقع قاعدة بيانات المصارعة على الإنترنت (الإنجليزية)
- جيل كيم على موقع عالم المصارعة على الإنترنت (الإنجليزية)
- جيل كيم على موقع عالم المصارعة على الإنترنت (الإنجليزية)

- جيل كيم على موقع IMDb (الإنجليزية)
- جيل كيم على موقع ألو سيني (الفرنسية)
- جيل كيم على موقع قاعدة بيانات الفيلم (الإنجليزية)
- جيل كيم على موقع كينوبويسك (الروسية)